# WCW Greed
WCW Greed war der letzte Pay-per-View (PPV) der Wrestling-Promotion World Championship Wrestling (WCW). Er fand am 18. März 2001 im Jacksonville Memorial Coliseum von Jacksonville, Florida statt. Mit einer PPV-Buy-Rate von lediglich 0,10 stellte er einen Tiefpunkt in der Geschichte der WCW dar. Greed ersetzte den PPV Uncensored, der von 1995 bis 2000 immer im März abgehalten wurde.

## Hintergrund
WCW Greed sollte der letzte PPV von World Championship Wrestling als eigenständige Promotion sein. Nach langen Jahren des Kampfes mit der World Wrestling Federation (WWF) kaufte der damalige Marktführer die Promotion auf. Nur drei Tage nach dem PPV fand die letzte Ausstrahlung von WCW Thunder statt, acht Tage später die letzte WCW Monday Nitro-Ausgabe, in der dies der Öffentlichkeit verkündet wurde.

## Vorgeschichte
WCW war in ernsten finanziellen Schwierigkeiten vor dem PPV. Bischoff selbst versuchte die Firma zu kaufen und hatte verschiedene Finanzierungsmöglichkeiten vorgeschlagen. Der ursprüngliche Plan war ein Neuanfang, der darauf basierte, Scott Steiner zum Top-Heel der Promotion zu machen, um danach ein Babyface nach dem anderen aus der Show zu nehmen. Bei WCW Greed sollte nur noch Diamond Dallas Page übrig sein. Am nächsten Tag sollten dann die neuen Besitzer der WCW sich vorstellen und alle Babyfaces zurückbringen. Dies sollte der Promotion die nötige Kehrtwende bringen. Doch es kam anders,  Bischoffs Finanzierungsplan war Turner Broadcasting System zu unsicher, zudem sprangen einige Investoren wieder ab, nachdem sie die Bücher inspiziert hatten. Jamie Kellner wurde neuer CEO bei Turner Broadcasting und erklärte kurz darauf Wrestling auf den Programmen von Turner abschaffen zu wollen.

## Matches
Vom ursprünglichen Plan blieb der Main Event erhalten, bei dem WCW World Heavyweight Championship Scott Steiner gegen Diamond Dallas Page antrat. Ebenfalls vorbereitet wurde das Turnierfinale um die neu eingeführte WCW Cruiserweight Tag Team Championship. 
| Nummer                                       | Ergebnis | Matchart                                                       | Länge des Matches |
| -------------------------------------------- | --- | -------------------------------------------------------------- | ----------------- |
| 1                                            | Jason Jett besiegte Kwee Wee                                                                                         | Einzelmatch                                                    | 12:17             |
| 2                                            | Elix Skipper und Kid Romeo besiegten The Filthy Animals (Billy Kidman und Rey Mysterio Jr.)                          | Tag-Team-Match um die WCW Cruiserweight Tag Team Championship  | 13:46             |
| 3                                            | Shawn Stasiak (mit Stacy Keibler) besiegte Bam Bam Bigelow                                                           | Einzelmatch                                                    | 05:55             |
| 4                                            | Team Canada (Lance Storm und Mike Awesome) besiegten Hugh Morrus und Konnan                                          | Tag-Team-Match                                                 | 11:28             |
| 5                                            | Shane Helms besiegte Chavo Guerrero Jr. (c)                                                                          | Einzelmatch um die WCW Cruiserweight Championship              | 13:57             |
| 6                                            | The Natural Born Thrillers (Chuck Palumbo und Sean O’Haire) (c) besiegten Totally Buffed (Buff Bagwell und Lex Luger | Tag-Team-Match um die WCW World Tag Team Championship          | 00:54             |
| 7                                            | Ernest Miller (mit Ms. Jones) besiegte Kanyon                                                                        | Einzelmatch                                                    | 10:31             |
| 8                                            | Booker T besiegte Rick Steiner (c)                                                                                   | Einzelmatch um die WCW United States Heavyweight Championship  | 07:51             |
| 9                                            | Dustin Rhodes und Dusty Rhodes besiegten Ric Flair und Jeff Jarrett                                                  |                                                                | 09:58             |
| 10                                           | Scott Steiner (c) (mit Midajah) besiegte Diamond Dallas Page                                                         | Falls Count Anywhere um die WCW World Heavyweight Championship | 14:14             |
| (c) – Dies sind die Champions vor WCW Greed. | |                                                                |                   |

## Rezeption
Trotz der geringen Buy-Rate von lediglich 0,1 (etwa 50.000 Zuschauer) finden sich zumindest drei herausragende Matches auf der Card. So bewertete Dave Meltzer drei der zehn Matches mit 3 bis 4 Punkten (empfehlenswert). Ähnlich formulierte es auch John Bills von What Culture, der den Event in der Nachschau vor allem kritisch betrachtete. WCW Greed war ihm zufolge anzumerken, dass es mit der WCW zu Ende ging.